# West Island Conservation Park
West Island Conservation Park är en park i Australien. Den ligger i regionen Victor Harbor och delstaten South Australia, omkring 75 kilometer söder om delstatshuvudstaden Adelaide. West Island Conservation Park ligger 32 meter över havet. Den ligger på ön West Island.
Närmaste större samhälle är Encounter Bay, nära West Island Conservation Park. 
Genomsnittlig årsnederbörd är 766 millimeter. Den regnigaste månaden är juni, med i genomsnitt 142 mm nederbörd, och den torraste är december, med 22 mm nederbörd.